# Andrés Micolta
Norman Andrés Micolta Arroyo (Esmeraldas, Ecuador, 6 de junio de 1999) es un futbolista ecuatoriano que juega como defensa y su equipo actual es el Pachuca de la Primera División de México.

## Trayectoria
Inició su carrera en Río Branco de Brasil, y posteriormente pasó al Castelao ES. 
En 2022 fichó por El Nacional que jugaba la Serie B de Ecuador, y con el cual consigue el ascenso a la Serie A del año siguiente, como campeón. En la temporada 2023 tuvo la oportunidad de disputar la Copa Libertadores en la fase previa, donde anotaría su primer gol al nivel internacional ante Nacional Potosí de Bolivia en la victoria de su equipo 3-1 en condición de local. A finales de 2023, dejó El Nacional argumentando la falta de pago por parte de club a sus jugadores.
El 14 de diciembre de 2023, fue anunciado como nuevo refuerzo del Pachuca de la Primera División de México para la temporada 2024, firmado un contrato hasta el 2027.

## Selección absoluta
En junio de 2024 fue incluido en la lista final para disputar la Copa América 2024, tuvo su debut el 12 de junio de 2024 en el amistoso ante Bolivia, cuyo resultado fue favorable a Ecuador por 3-1.
El 29 de mayo de 2024, fue incluido en la lista de 26 futbolistas convocados por Félix Sánchez Bas para su participación en la Copa América 2024.

### Participaciones en Copa América
| Copa              | Sede           | Resultado        | Partidos | Goles |
| ----------------- | -------------- | ---------------- | -------- | ----- |
| Copa América 2024 | Estados Unidos | Cuartos de final | 0        | 0     |

### Partidos internacionales
Actualizado al último partido disputado el 12 de junio de 2024.
| \| N.° \| Fecha \| Ciudad \| Rival \| Resultado \| Resultado \| Competencia \| \| --- \| ------------------- \| ------- \| ------- \| --------- \| --------- \| ----------- \| \| 1. \| 12 de junio de 2024 \| Chester \| Bolivia \| 3-1 \| Victoria \| Amistoso \| |                     |         |         |           |           |             |
| N.° | Fecha               | Ciudad  | Rival   | Resultado | Resultado | Competencia |
| 1. | 12 de junio de 2024 | Chester | Bolivia | 3-1       | Victoria  | Amistoso    |

## Estadísticas

### Clubes
Actualizado al último partido disputado el 8 de febrero de 2025.
| Club                  | Div.          | Temporada     | Liga  | Liga  | Copas nacionales | Copas nacionales | Copas internacionales | Copas internacionales | Total | Total |
| Club                  | Div.          | Temporada     | Part. | Goles | Part.            | Goles            | Part.                 | Goles                 | Part. | Goles |
| --------------------- | ------------- | ------------- | ----- | ----- | ---------------- | ---------------- | --------------------- | --------------------- | ----- | ----- |
| Rio Branco · Brasil   | 5.ª           | 2021          | —     | —     | 0                | 0                | —                     | —                     | 0     | 0     |
| Rio Branco · Brasil   | Total club    | Total club    | 0     | 0     | 0                | 0                | 0                     | 0                     | 0     | 0     |
| Castelo - ES · Brasil | 5.ª           | 2021          | 0     | 0     | —                | —                | —                     | —                     | 0     | 0     |
| Castelo - ES · Brasil | Total club    | Total club    | 0     | 0     | 0                | 0                | 0                     | 0                     | 0     | 0     |
| El Nacional · Ecuador | 2.ª           | 2022          | 1     | 1     | 7                | 0                | —                     | —                     | 8     | 1     |
| El Nacional · Ecuador | 1.ª           | 2023          | 23    | 3     | —                | —                | 4                     | 1                     | 27    | 4     |
| El Nacional · Ecuador | Total club    | Total club    | 24    | 4     | 7                | 0                | 4                     | 1                     | 35    | 5     |
| Pachuca · México      | 1.ª           | 2023-24       | 9     | 0     | —                | —                | 5                     | 1                     | 14    | 1     |
| Pachuca · México      | 1.ª           | 2024-25       | 8     | 0     | —                | —                | 5                     | 0                     | 13    | 0     |
| Pachuca · México      | Total club    | Total club    | 17    | 0     | 0                | 0                | 10                    | 1                     | 27    | 1     |
| Total carrera         | Total carrera | Total carrera | 41    | 4     | 7                | 0                | 14                    | 2                     | 62    | 6     |
| 1. 2.                 |               |               |       |       |                  |                  |                       |                       |       |       |

## Palmarés

### Campeonatos nacionales
| Título             | Club        | País    | Año  |
| ------------------ | ----------- | ------- | ---- |
| Serie B de Ecuador | El Nacional | Ecuador | 2022 |

### Campeonatos internacionales
| Título                           | Club    | País   | Año  |
| -------------------------------- | ------- | ------ | ---- |
| Copa de Campeones de la Concacaf | Pachuca | México | 2024 |
| FIFA Derbi de las Américas       | Pachuca | México | 2024 |
| FIFA Copa Challenger             | Pachuca | México | 2024 |